# Monument a la família pescadora
El monument a la família pescadora fou un encàrrec del col·lectiu Salvem el Serrallo a l'escultor de Montblanc, Josep Agustí. L'obra escultòrica de bronze i mida natural està ubicada a la plaça del bisbe Bonet.
Consta de 3 figures: el pare amb uns rems a les espatlles, la mare 'remendant' les xarxes i el fill amb un peix a la mà. Amb un pedestal que representa dos pedres de l'espigó i una barca.
Es va inaugurar el dia 28 de juny de 1994 amb motiu de les festes del barri del Serrallo, i van ser-hi presents el pescador Domingo Pedrol (Minguet de la Guita) i Antònia Fusté, remendadora. En aquell moment les persones més grans del barri.
El cost del monument va superar els tres milions de pessetes i fou finançat per l'Ajuntament de Tarragona, la Diputació de Tarragona, la Generalitat de Catalunya, el Port de Tarragona i l'empresa Repsol.